# Hijas de Cynisca
Hijas de Cynisca es un largometraje documental de 2019 dirigido por Beatriz Carretero. Trata sobre la desigualdad de género en el deporte a través de entrevistas a 13 mujeres del ámbito deportivo en España.
El título del documental hace referencia a Cinisca, una princesa espartana, que fue la primera mujer de la historia en ganar las carreras de carros de cuatro caballos (cuadrigas) en el 396 a. C. y nuevamente en el 392 a. C. en los Juegos Olímpicos de la antigüedad.

## Sinopsis
A través de entrevistas a diversas personalidades deportivas españolas, como las deportistas Almudena Cid, Amaya Valdemoro, Jennifer Pareja, Lydia Valentín, Dori Ruano, Bea Fernández, Carmen Martín, Ona Carbonell, Jessica Vall y Mary Álvarez del Burgo, la periodista Paloma del Río, y las técnicos Paula Tirini y Laura Torvisco, el documental trata de mostrar situación actual de discriminación que sufre la mujer en el deporte español. En él se expondrán cuestiones como la sexualización del deporte en la infancia, la vulneración de los derechos de las mujeres en el deporte, la diferencia en los sueldos, presupuestos o incentivos económicos, la falta de visibilidad y actitudes machistas en los medios. Igualmente se tratará el menor reconocimiento de las deportistas, las dificultades para encontrar patrocinios, el escaso apoyo a la profesionalización, la ausencia de mujeres en cuerpos técnicos y federaciones, o la frecuente atención sobre la apariencia física de las deportistas.

## Producción

### Rodaje
Grabado en diferentes lugares de la geografía española, sus promotoras iniciaron una campaña de crowdfunding en la página web Indiegogo para recaudar fondos con el fin de apoyar la realización del documental, usando además el hashtag #YoLoApoyo, finalizando dicha campaña en abril de 2018.

### Posproducción
En 2018 comenzó la fase de posproducción, así como la búsqueda de patrocinios y apoyo institucional, y el desarrollo de la venta de productos de merchandising. El 25 de febrero de 2019, Carretero presentó el tráiler del documental en el II Congreso Estatal Mujeres y Deporte en Bilbao.

## Estreno
El preestreno tuvo lugar el 28 de noviembre de 2019 en el Cine Paz de Madrid, siendo el estreno el día 29 en el cine Artistic Metropol de la capital.

## Recepción

### Premios y nominaciones
| Año  | Premio                                                          | Categoría                                                   | Candidato(s)      | Resultado | Ref(s) |
| ---- | --------------------------------------------------------------- | ----------------------------------------------------------- | ----------------- | --------- | ------ |
| 2019 | XXVIII Fiesta Homenaje al Deporte Base de Castellón             | Mención especial                                            | Beatriz Carretero | Ganador   | [ 11 ] |
| 2019 | I Festival Internacional de Cine Austral de Córdoba (Argentina) | Premio del Público al Mejor Largometraje                    | Hijas de Cynisca  | Ganador   | [ 12 ] |
| 2019 | IX Festival Internacional de Cine Nunes de Barcelona            | Premio al Mejor Documental                                  | Hijas de Cynisca  | Ganador   | [ 13 ] |
| 2020 | Hollywood Women's Film Festival de Pacific Palisades            | Best Foreign Documentary Feature Award                      | Hijas de Cynisca  | Ganador   | [ 14 ] |
| 2020 | FILMU - Festival Cinema Mulleres de Lugo                        | Premio Nova Onda. Como recoñecemento á loita pola igualdade | Hijas de Cynisca  | Ganador   | [ 14 ] |
| 2020 | BKK DOC - Bangkok International Documentary Awards de Bangkok   | Best First Time Producer                                    | Beatriz Carretero | Ganador   | [ 14 ] |
| 2021 | 11.º Matera Sport Film Festival de Matera                       | Premio Sport e Società                                      | Hijas de Cynisca  | Ganador   | [ 14 ] |
| 2022 | Top Women in Sports                                             | Premio Especial de Comunicación                             | Beatriz Carretero | Ganador   | [ 15 ] |

### Selección en festivales
| - 6.º Festival Internacional de Cine por los Derechos Humanos de Colombia. Sección oficial. Documental internacional. - 7.º Festival Internacional de Cine de Gáldar. - 7.º Festival de Cine de la Mujer en China. - XXI Certamen Internacional de Cortos Ciudad de Soria. Ciclo «Mujeres de cine». - XI Mostra Internacional de Cinema Documental de Montaberner. Sección oficial. - I Festival Internacional de Cine Austral de Córdoba (Argentina). - 40.º Sport Film Festival de Palermo. - IX Festival Internacional de Cine Nunes de Barcelona. - XII Elles Tournent - Dames Draaien de Bruselas. - III Worldwide Women's Film Festival de Phoenix. - IV MUFEST - Festival de Cine feito por Mulleres de Santiago de Compostela. - II WOW (World Of Women) International Film Festival de Túnez. Sección oficial. - Festival de Cine Entre Largos y Cortos de Oriente de Lechería (Venezuela). - Hollywood Women's Film Festival de Pacific Palisades. - Wales International Documentary Festival de Gales. | - Providence Latin American Film Festival de Providence. - FICNOVA - Festival Internacional de Cine de la No violencia Activa de Madrid. - Female Filmmakers Festival Berlin de Berlín. - FILMU - Festival Cinema Mulleres de Lugo. - BKK DOC - Bangkok International Documentary Awards de Bangkok. - WIFF Zanzibar - Watoto International Film Festival de Zanzíbar. - Liberation DocFest Bangladesh de Daca. - International Women's Film Festival - DK de Aarhus. - Festival de Cine y Televisión Reino de León. Sección Competitiva Historias con Sentido. - MICGénero de México. - Tercer Tiempo - Festival Mundial de Cine Futbolero de Bogotá (Colombia). - Golden Tree International Documentary Film Festival de Hesse. - 11.º Matera Sport Film Festival de Matera. - 15th FIWOM - Film Festival or Women's Rights de Seúl. |

## Equipo técnico
- Dirección: Beatriz Carretero
- Producción: Beatriz Carretero

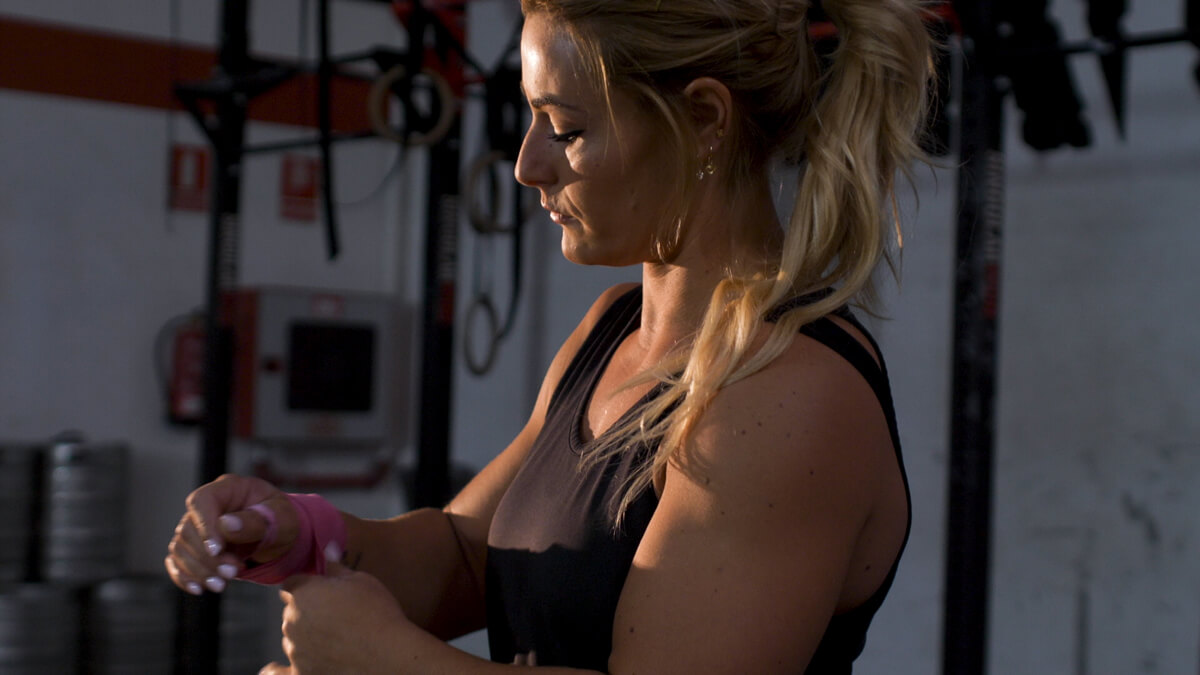
Lydia Valentín en un fotograma del documental.

- Guion: Beatriz Carretero y Eva Contreras
- Dirección de fotografía y cámara: Eugenio Tardón
- Ayudante de cámara: Beatriz Guerra
- Foto fija: Díaz de Santos
- Sonido directo: Roberto HG y Beatriz Carretero
- Maquillaje: Irene Nieto y Belén Seisdedos
- Montaje: Indi Costa, Alicia Medina y Beatriz Carretero
- Posproducción de sonido: Roberto HG
- Canción original: Neverend
- Ilustración y animación: Olga López Hilzinger
- Motion graphics: Desirée Berenguer
- Diseño gráfico y web: Eva Contreras
- Comunicación y marketing: Beatriz Carretero
- Asesoría creativa: Carmen Berlanga, Sara Carretero, Eva Contreras y Alicia Medina

## Ficha técnica
- Duración: 96 minutos
- Color: Color
- Formato: 16:9

## Galería

### Fotogramas del documental

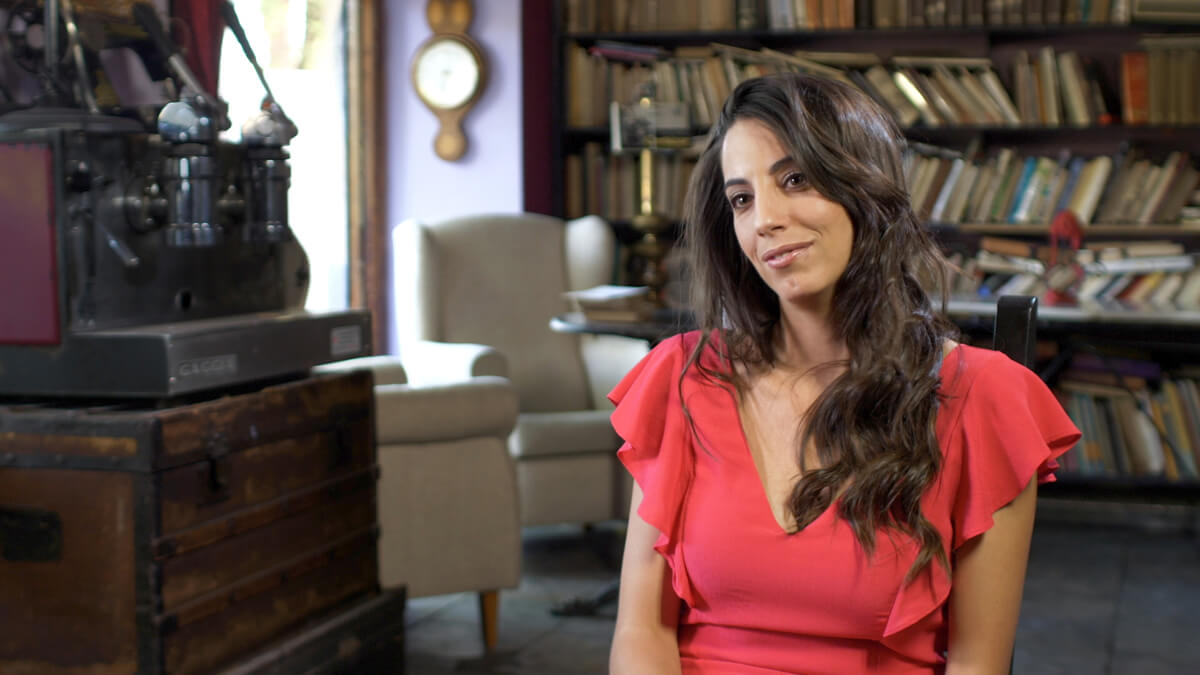
Almudena Cid
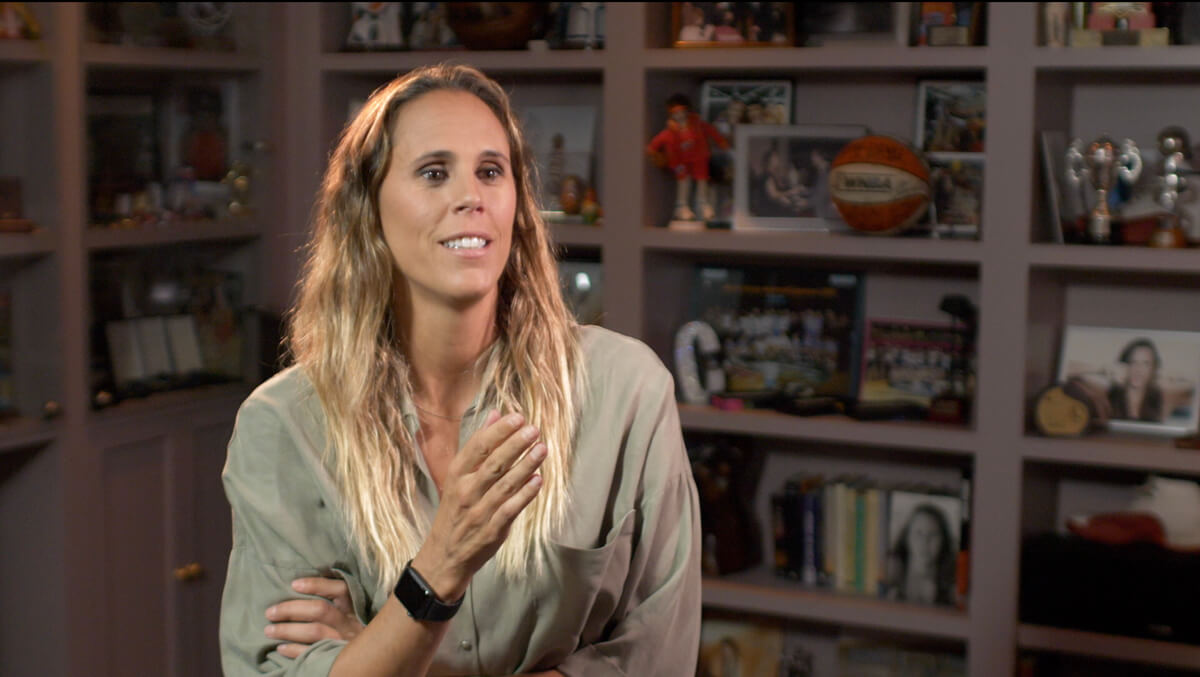
Amaya Valdemoro
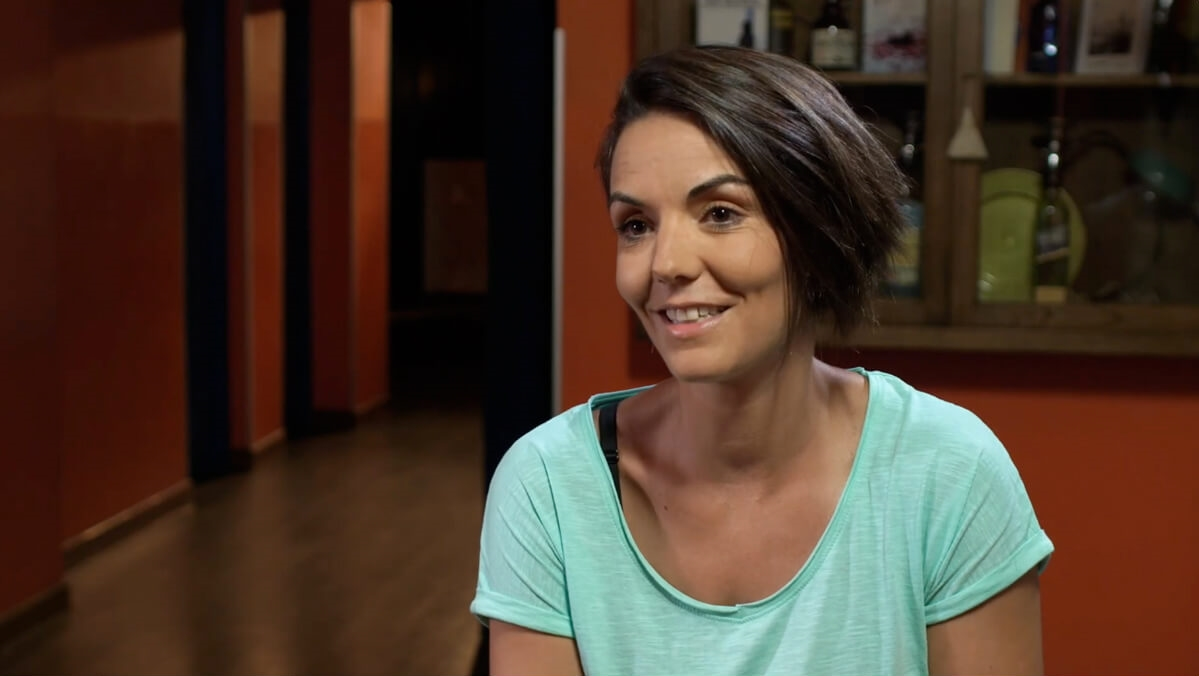
Bea Fernández
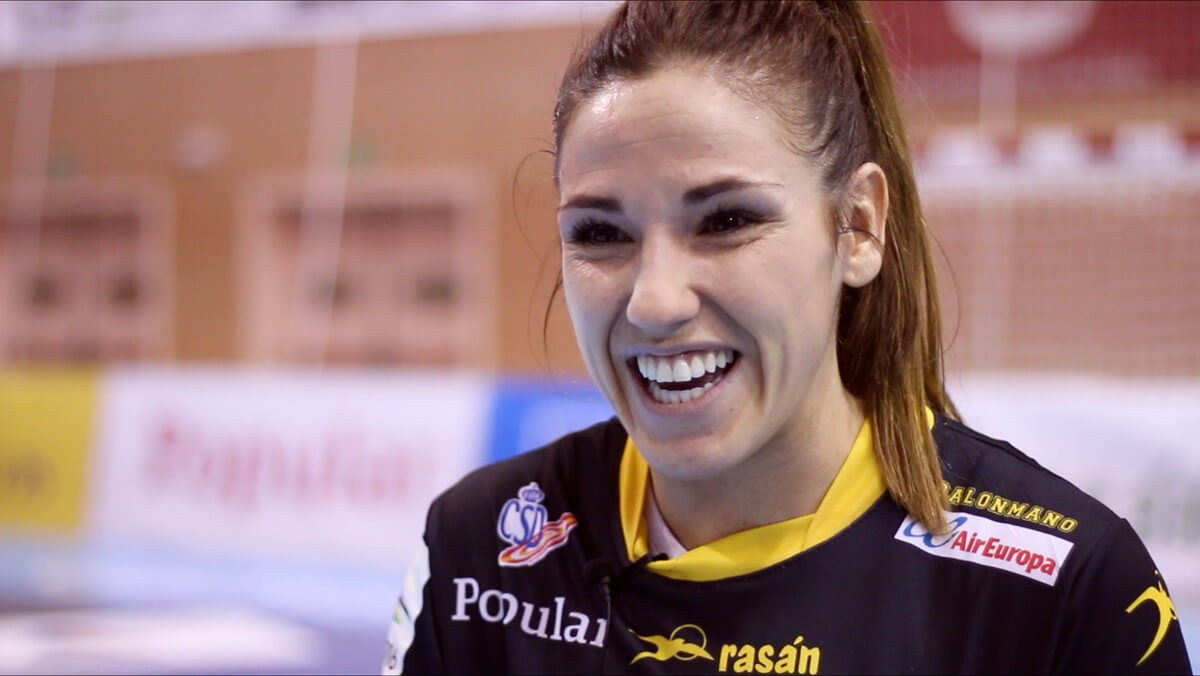
Carmen Martín
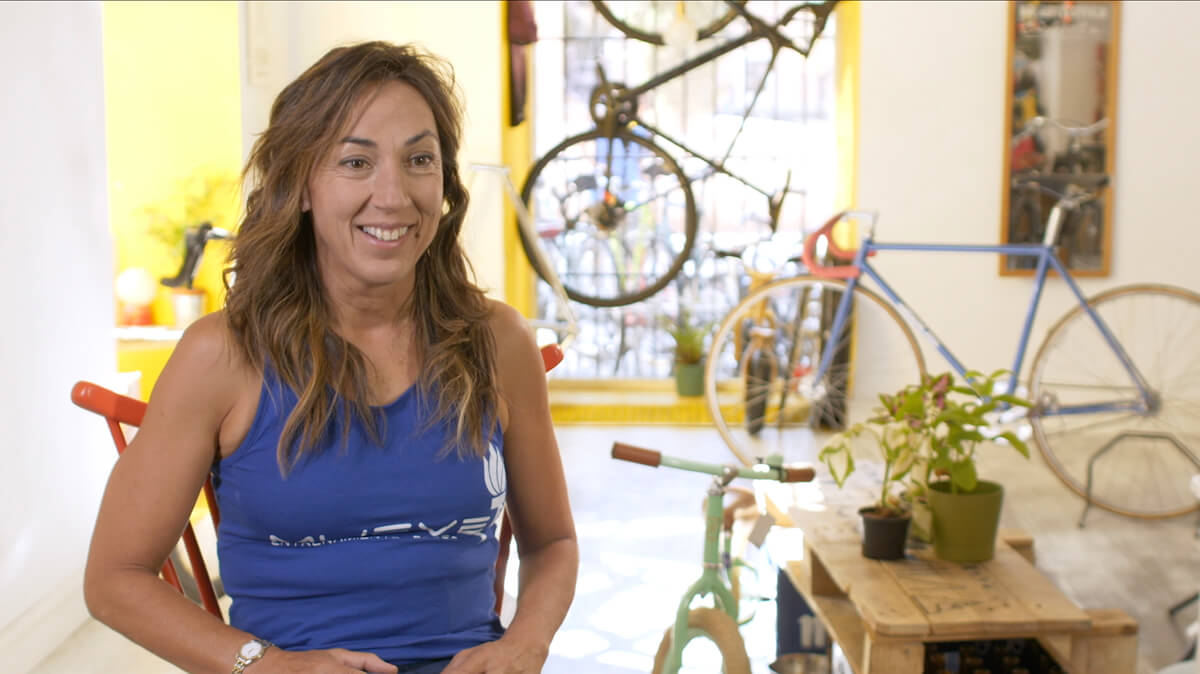
Dori Ruano
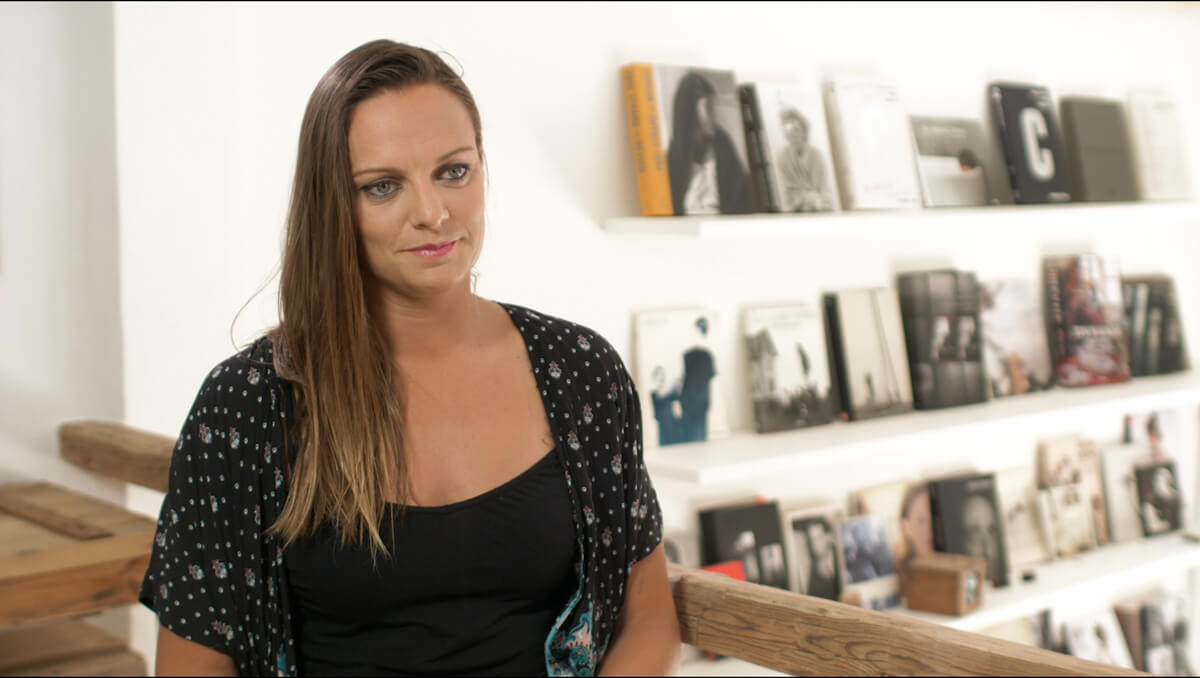
Jennifer Pareja
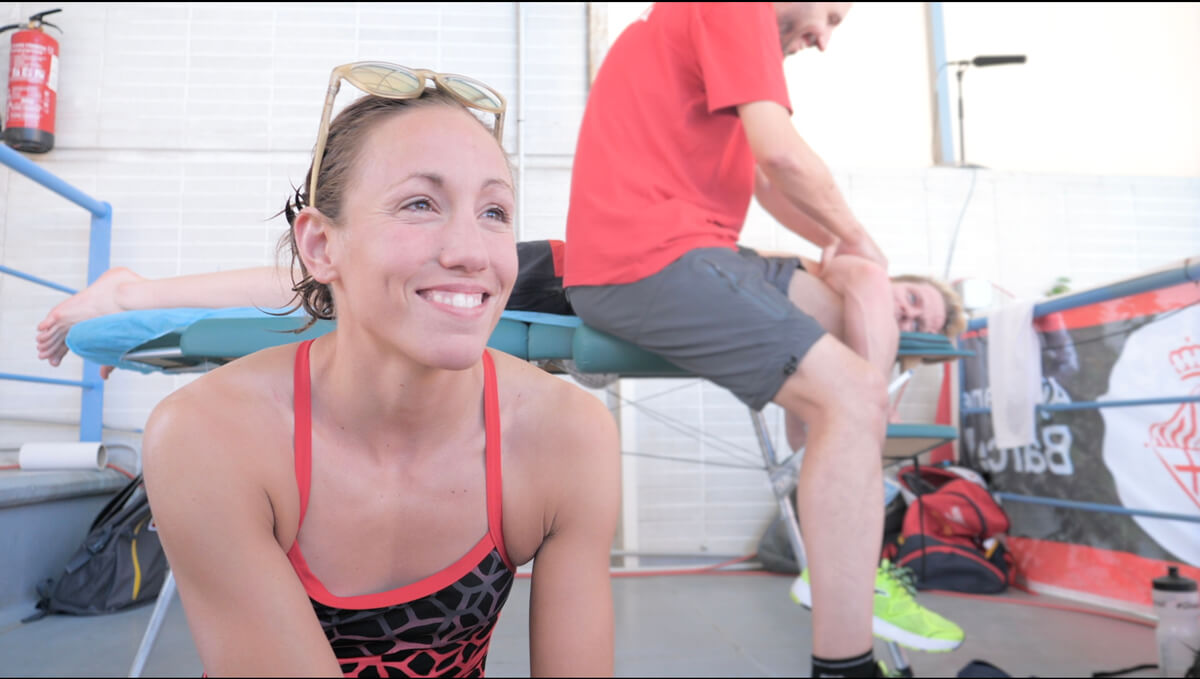
Jessica Vall
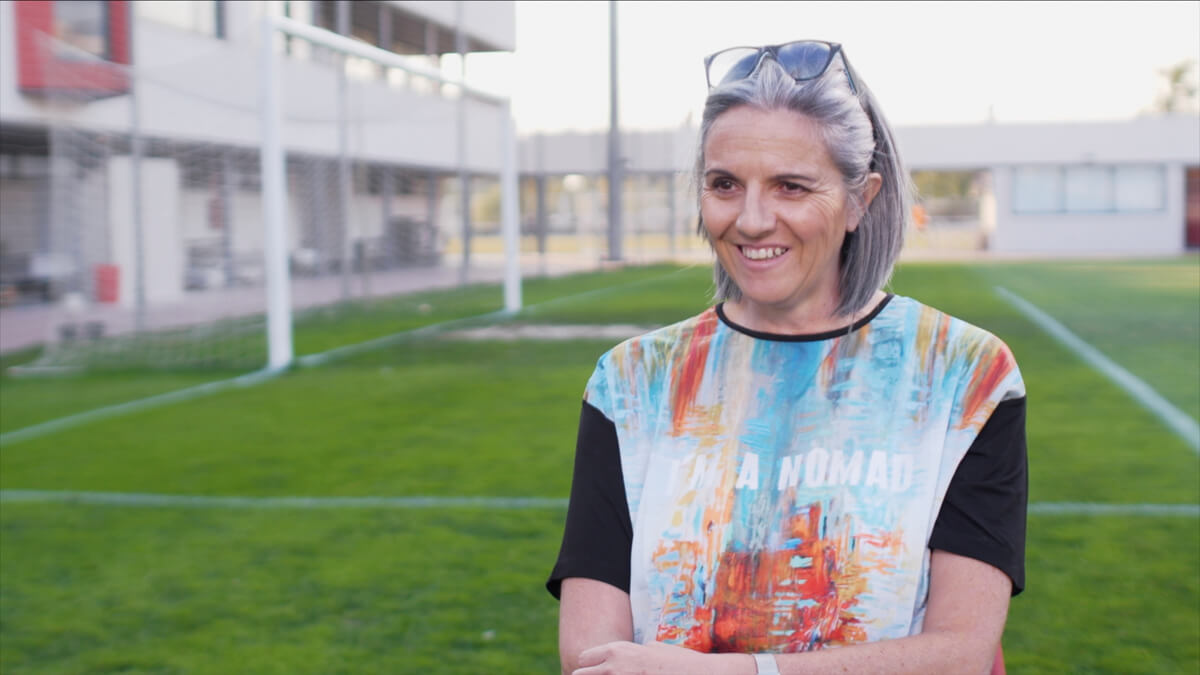
Laura Torvisco
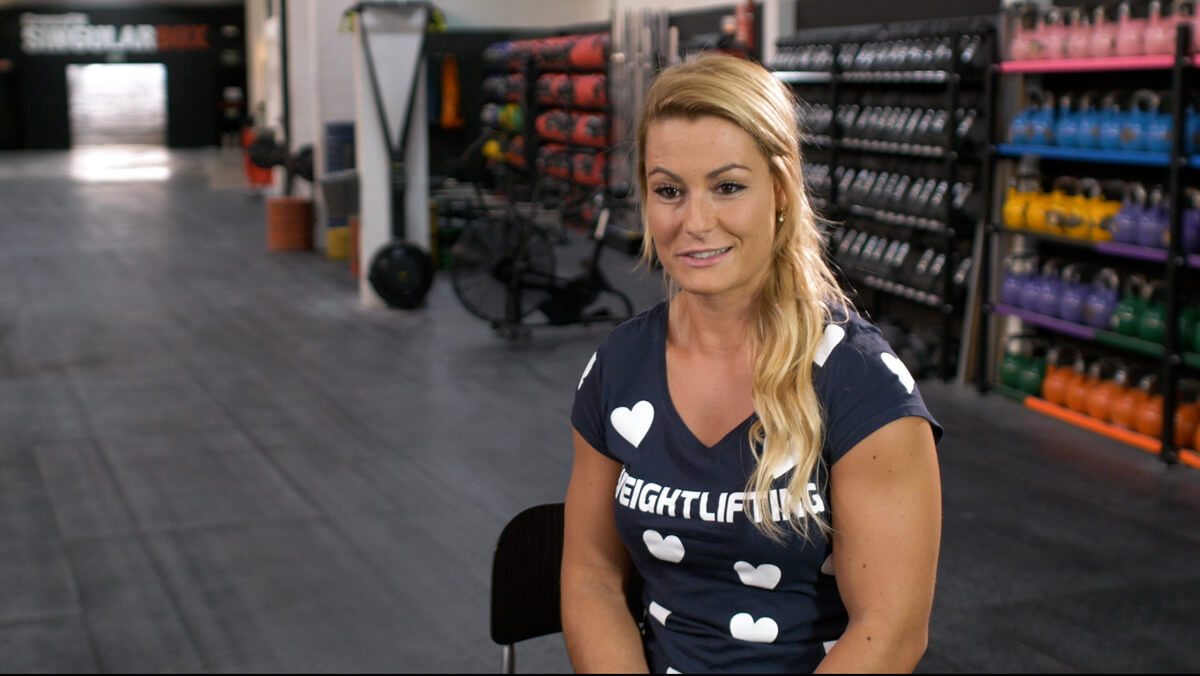
Lydia Valentín
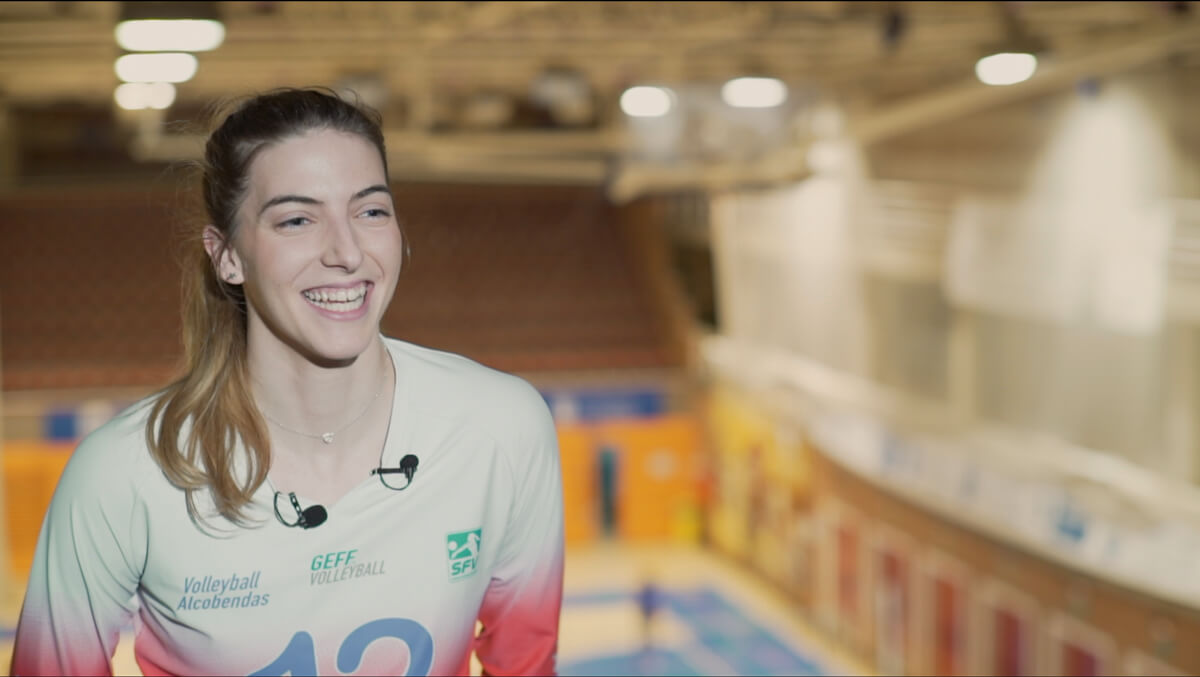
Mary Álvarez del Burgo.
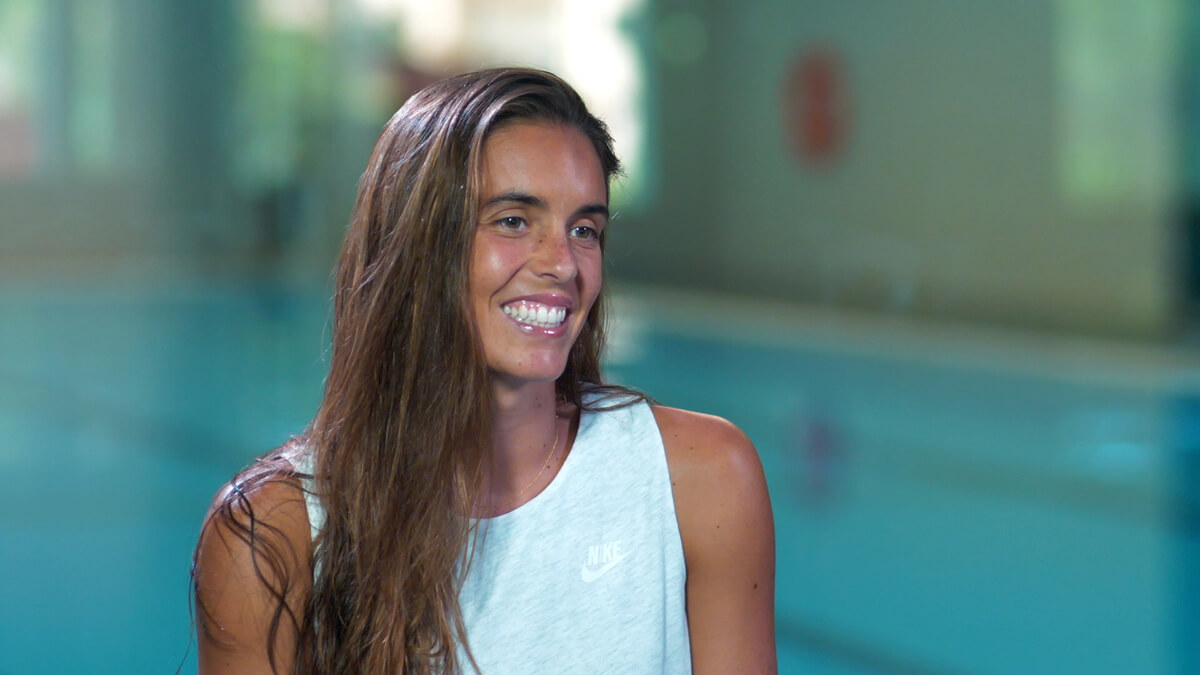
Ona Carbonell
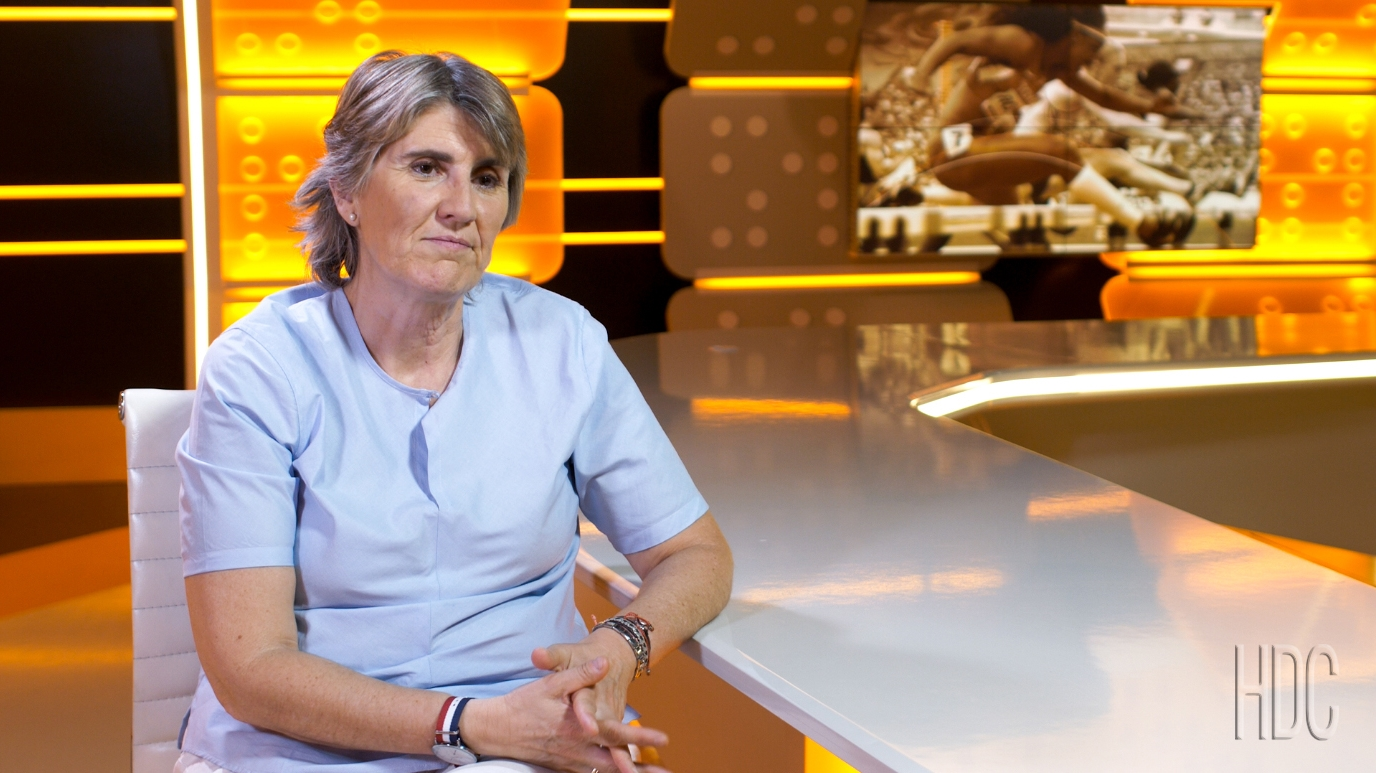
Paloma del Río
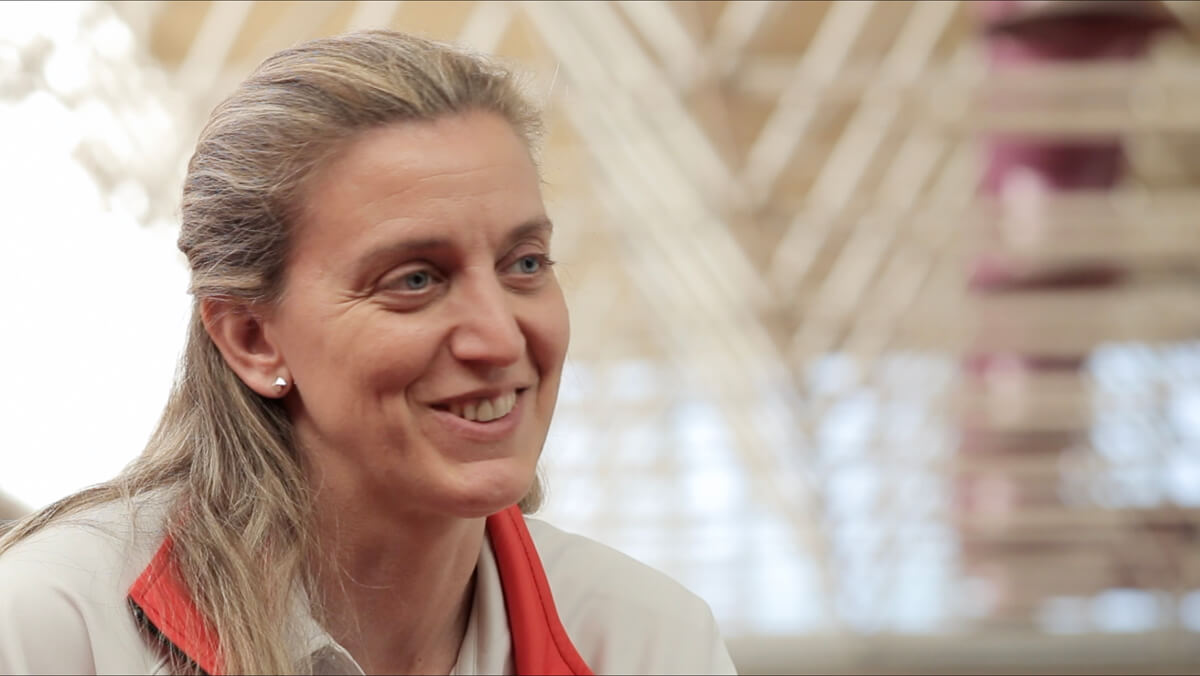
Paula Tirini

### Making-of

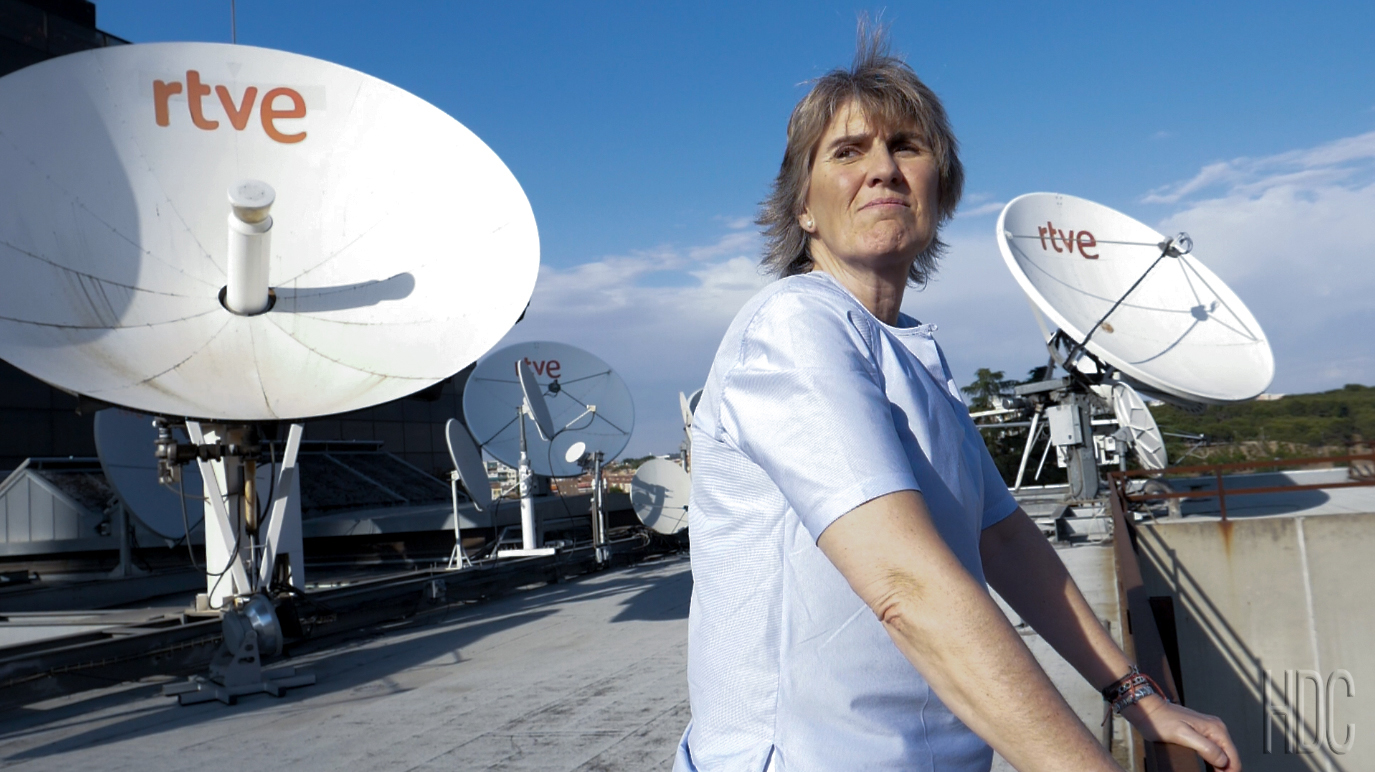
Paloma del Río en la azotea de los estudios de RTVE en Torrespaña.
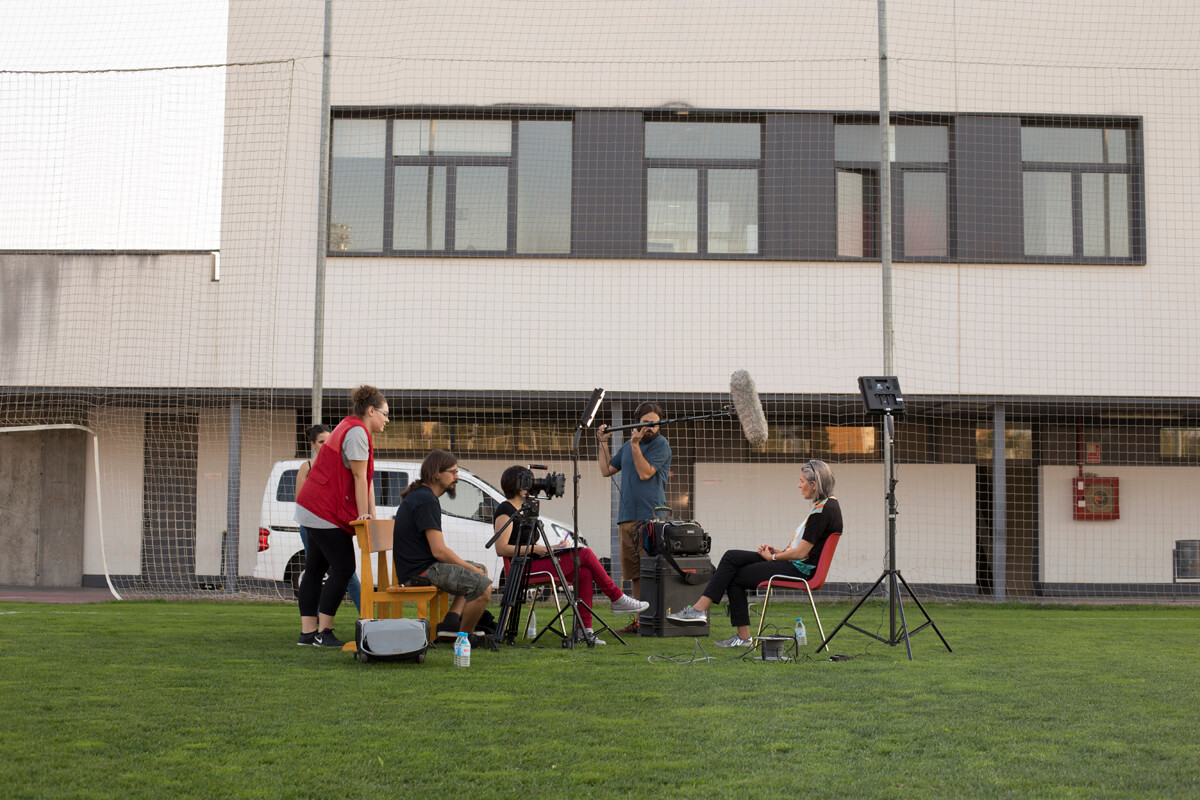
Laura Torvisco y parte del equipo durante el rodaje.
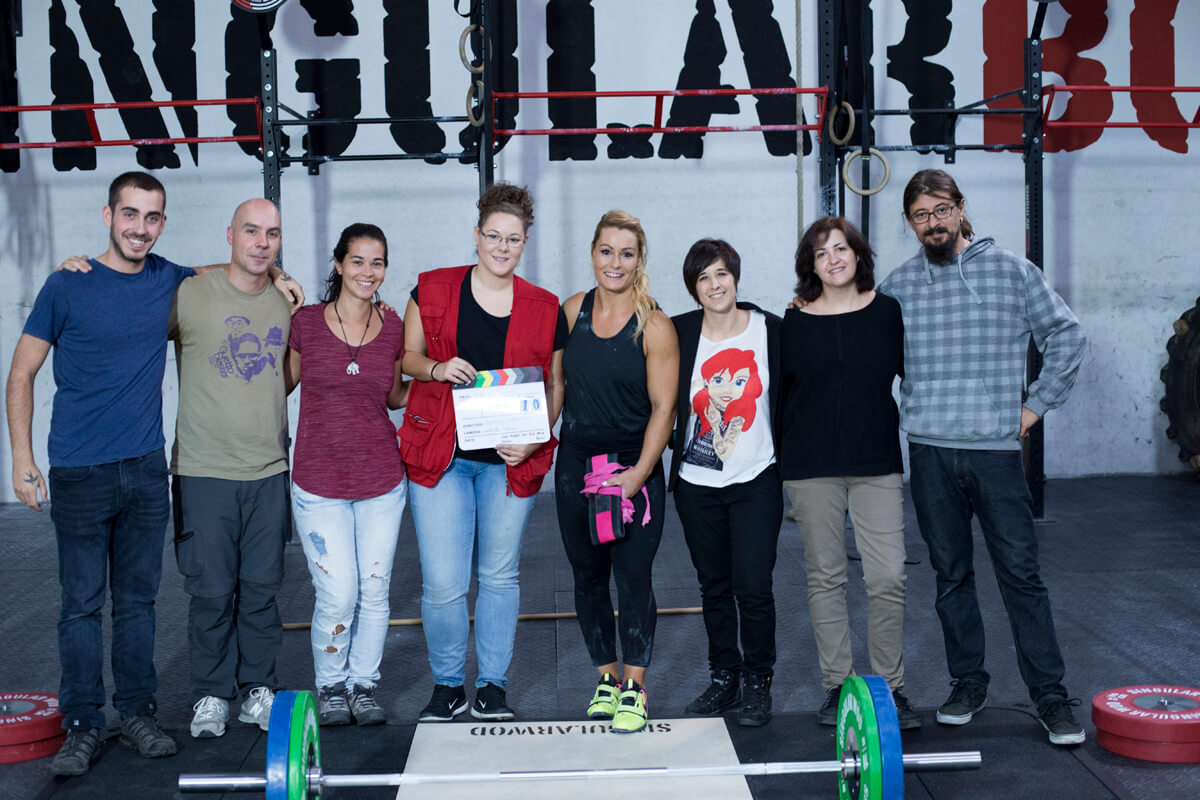
Lydia Valentín con parte del equipo en el rodaje.
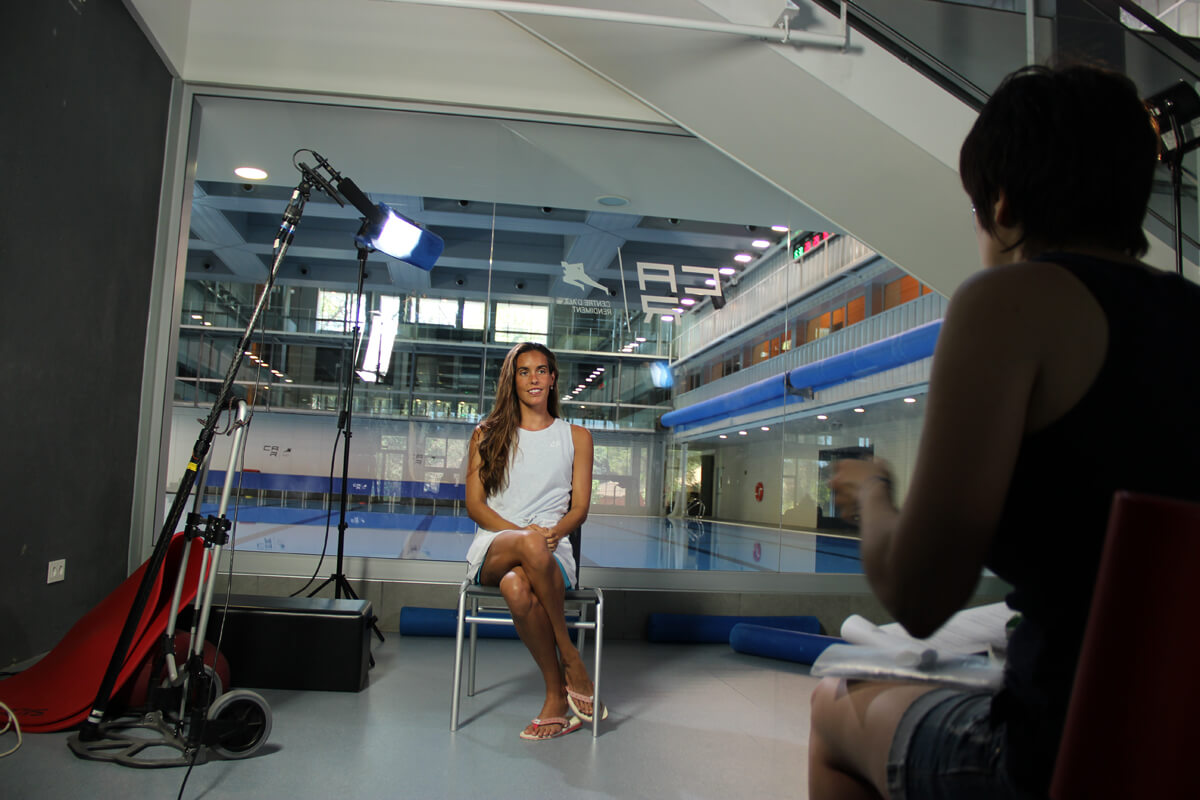
Ona Carbonell durante el rodaje.